# Austrália nos Jogos Olímpicos de Verão de 2012
A Austrália competiu nos Jogos Olímpicos de Verão de 2012, que aconteceram na cidade de Londres, no Reino Unido, de 27 de julho até 12 de agosto de 2012.

## Medalhas
| Atleta | Esporte  | Evento                   | Medalha |
| --- | -------- | ------------------------ | ------- |
| Emily Seebohm* Brittany Elmslie Yolane Kukla* Libby Trickett* Alicia Coutts Cate Campbell Melanie Schlanger                | Natação  | 4x100 m livre feminino   | Ouro    |
| Jessica Fox | Canoagem | Slalom K-1 feminino      | Prata   |
| James Magnussen | Natação  | 100 m livre masculino    | Prata   |
| Christian Sprenger | Natação  | 100 m peito masculino    | Prata   |
| Emily Seebohm | Natação  | 100 m costas feminino    | Prata   |
| Alicia Coutts | Natação  | 200 m medley feminino    | Prata   |
| Bronte Barratt Alicia Coutts Kylie Palmer Melanie Schlanger Angie Bainbridge* Brittany Elmslie* Blair Evans* Jade Neilsen* | Natação  | 4x200 m livre feminino   | Prata   |
| Alicia Coutts Melanie Schlanger Leisel Jones Emily Seebohm Brittany Elmslie*                                               | Natação  | 4x100 m medley feminino  | Prata   |
| James Chapman Joshua Dunkley-Smith Drew Ginn William Lockwood                                                              | Remo     | Quatro sem masculino     | Prata   |
| Hayden Stoeckel James Magnussen Matt Targett Christian Sprenger Tommaso D'Orsogna* Brenton Rickard*                        | Natação  | 4x100 m medley masculino | Bronze  |
| Bronte Barratt | Natação  | 200 m livre feminino     | Bronze  |
| Alicia Coutts | Natação  | 100 m borboleta feminino | Bronze  |
| Erin Densham | Triatlo  | Feminino                 | Bronze  |

## Desempenho

### Atletismo
Masculino
Provas de pista
| Atleta            | Prova        | Eliminatórias | Eliminatórias | Semifinal   | Semifinal   | Final | Final |
| Atleta            | Prova        | Tempo         | Pos.          | Tempo       | Pos.        | Tempo | Pos.  |
| ----------------- | ------------ | ------------- | ------------- | ----------- | ----------- | ----- | ----- |
|                   | 400 m        |               |               |             |             |       |       |
| Jeffrey Riseley   | 800 m        |               |               |             |             |       |       |
| Ryan Gresgon      | 1500 m       |               |               |             |             |       |       |
| Jeffrey Riseley   | 1500 m       |               |               |             |             |       |       |
| Collis Birmingham | 5000 m       |               |               |             |             |       |       |
| Craig Mottram     | 5000 m       |               |               |             |             |       |       |
| David McNeill     | 5000 m       |               |               |             |             |       |       |
| Ben St. Lawrence  | 10000 m      |               |               |             |             |       |       |
| Henry Frayne      | Salto triplo | 16,40m        | 17º           | Não avançou | Não avançou |       |       |

### Badminton
Masculino
| Atleta                 | Prova  | Ronda dos 64           | Ronda dos 32           | Ronda dos 16           | Quartos-finais         | Semifinais             | Final                  | Final |
| Atleta                 | Prova  | Adversário e resultado | Adversário e resultado | Adversário e resultado | Adversário e resultado | Adversário e resultado | Adversário e resultado | Pos.  |
| ---------------------- | ------ | ---------------------- | ---------------------- | ---------------------- | ---------------------- | ---------------------- | ---------------------- | ----- |
| Ross Smith Glenn Warfe | Duplas |                        |                        |                        |                        |                        |                        |       |

Feminino
| Atleta                    | Prova   | Ronda dos 64           | Ronda dos 32           | Ronda dos 16           | Quartos-finais         | Semifinais             | Final                  | Final |
| Atleta                    | Prova   | Adversário e resultado | Adversário e resultado | Adversário e resultado | Adversário e resultado | Adversário e resultado | Adversário e resultado | Pos.  |
| ------------------------- | ------- | ---------------------- | ---------------------- | ---------------------- | ---------------------- | ---------------------- | ---------------------- | ----- |
| Victoria Na               | Simples |                        |                        |                        |                        |                        |                        |       |
| Leanne Choo Renuga Veeran | Duplas  |                        |                        |                        |                        |                        |                        |       |

### Boxe
Masculino
| Atleta     | Evento | Fase de 32             | Oitavas              | Quartas              | Semifinais           | Final                | Pos.        |
| Atleta     | Evento | Adversário resultado   | Adversário resultado | Adversário resultado | Adversário resultado | Adversário resultado | Pos.        |
| ---------- | ------ | ---------------------- | -------------------- | -------------------- | -------------------- | -------------------- | ----------- |
| Billy Ward | -49 kg | CUB Y. Veitia D (4-26) | Não avançou          | Não avançou          | Não avançou          | Não avançou          | Não avançou |

### Canoagem slalom
Masculino
| Atleta                    | Evento | Preliminar | Preliminar | Preliminar | Preliminar | Semifinais  | Semifinais  | Final       | Final       |
| Atleta                    | Evento | Descida 1  | Descida 2  | Total      | Posição    | Tempo       | Posição     | Tempo       | Posição     |
| ------------------------- | ------ | ---------- | ---------- | ---------- | ---------- | ----------- | ----------- | ----------- | ----------- |
| Kynan Maley               | C-1    | 96s07      | 96s68      | 96s07      | 12º        | 105s49      | 8º          | 107s08      | 6º          |
| Kynan Maley Robin Jeffery | C-2    | 113s96     | 107s47     | 107s47     | 10º        | 162s14      | 10º         | Não avançou | Não avançou |
| Warwick Draper            | K-1    | 95s20      | 95s08      | 95s08      | 18º        | Não avançou | Não avançou | Não avançou | Não avançou |

Feminino
| Atleta       | Evento | Preliminar | Preliminar | Preliminar | Preliminar | Semifinais | Semifinais | Final  | Final            |
| Atleta       | Evento | Descida 1  | Descida 2  | Total      | Posição    | Tempo      | Posição    | Tempo  | Posição          |
| ------------ | ------ | ---------- | ---------- | ---------- | ---------- | ---------- | ---------- | ------ | ---------------- |
| Jesssica Fox | K-1    | 165s36     | 100s33     | 100s33     | 4º         | 112s63     | 8º         | 106s51 | Medalha de prata |

### Halterofilismo(2 atletas)
Masculino
| Atleta      | Evento | Arranque (kg) | Arremesso (kg) | Total (kg) | Posição |
| ----------- | ------ | ------------- | -------------- | ---------- | ------- |
| Damon Kelly | +105kg | 165,0         | 216,0          | 381,0      | 16º     |

Feminino
| Atleta   | Evento | Arranque (kg) | Arremesso (kg) | Total (kg) | Posição |
| -------- | ------ | ------------- | -------------- | ---------- | ------- |
| Seen Lee | -63kg  | 83,0          | 103,0          | 186,0      | 7º      |

### Natação

#### Masculino
| Atletas                                                                                           | Evento          | Eliminatórias | Eliminatórias | Semifinal   | Semifinal         | Final       | Final            |
| Atletas                                                                                           | Evento          | Tempo         | Posição       | Tempo       | Posição           | Tempo       | Posição          |
| ------------------------------------------------------------------------------------------------- | --------------- | ------------- | ------------- | ----------- | ----------------- | ----------- | ---------------- |
| Eamon Sullivan                                                                                    | 50 m livre      | 22.27         | 16º Q         | 21.88       | 7º Q              | 21.98       | 8º               |
| James Magnussen                                                                                   | 50 m livre      | 22.11         | 10º Q         | 22.00       | 10º               | Não avançou | Não avançou      |
| James Magnussen                                                                                   | 100 m livre     | 48s38         | 4º Q          | 47s63       | 1º Q              | 47s53       | Medalha de prata |
| James Roberts                                                                                     | 100 m livre     | 48s93         | 12º Q         | 48s57       | 12º               | Não avançou | Não avançou      |
| Kenrick Monk                                                                                      | 200 m livre     | 1min46s94     | 7º Q          | 1min47s38   | 13º               | Não avançou | Não avançou      |
| Thomas Fraser-Holmes                                                                              | 200 m livre     | 1min47s50     | 13º Q         | 1min46s80   | 8º                | 1min46s93   | 7º               |
| Ryan Napoleon                                                                                     | 400 m livre     | 3min47s01     | 7º Q          |             |                   | 3min49s25   | 8º               |
| David McKeon                                                                                      | 400 m livre     | 3min48s57     | 14º           | Não avançou | Não avançou       |             |                  |
| Jarrod Poort                                                                                      | 1500 m livre    | 15min20s82    | 18º           | Não avançou | Não avançou       |             |                  |
| Hayden Stoeckel                                                                                   | 100 m costas    | 53s88         | 9º Q          | 53s72       | 8º Q              | 53s55       | 7º               |
| Daniel Arnamnart                                                                                  | 100 m costas    | 54s28         | 15º Q         | 54s48       | 16º               | Não avançou | Não avançou      |
| Mitch Larkin                                                                                      | 200 m costas    | 1min57s53     | 10º Q         | 1min56s82   | 7º Q              | 1min58s02   | 8º               |
| Matson Lawson                                                                                     | 200 m costas    | 1min58s92     | 21º           | Não avançou | Não avançou       | Não avançou | Não avançou      |
| Christian Sprenger                                                                                | 100 m peito     | 59s62         | 1º Q          | 59s61       | 4º Q              | 58s93       | Medalha de prata |
| Brenton Rickard                                                                                   | 100 m peito     | 1min00s07     | 14º Q         | 59s50       | 3º Q              | 59s87       | 6º               |
| Brenton Rickard                                                                                   | 200 m peito     | 2min11s41     | 15º Q         | 2min09s31   | 8º Q              | 2min09s28   | 7º               |
| Chris Wright                                                                                      | 100 m borboleta | 52s11         | 10º Q         | 52s11       | 11º               | Não avançou | Não avançou      |
| Jayden Hadler                                                                                     | 100 m borboleta | 52s52         | 23º           | Não avançou | Não avançou       | Não avançou | Não avançou      |
| Nick D'Arcy                                                                                       | 200 m borboleta | 1min56s25     | 12º Q         | 1min56s07   | 13º               | Não avançou | Não avançou      |
| Chris Wright                                                                                      | 200 m borboleta | 1min56s69     | 14º Q         | 1min58s56   | 16º               | Não avançou | Não avançou      |
| Daniel Tranter                                                                                    | 200 m medley    | 1min59s70     | 13º Q         | 2min00s46   | 14º               | Não avançou | Não avançou      |
| Jayden Hadler                                                                                     | 200 m medley    | 2min01s54     | 31º           | Não avançou | Não avançou       | Não avançou | Não avançou      |
| Thomas Fraser-Holmes                                                                              | 400 m medley    | 4min12s66     | 5º Q          |             |                   | 4min13s49   | 7º               |
| Daniel Tranter                                                                                    | 400 m medley    | 4min25s76     | 32º           | Não avançou | Não avançou       |             |                  |
| James Magnussen Matt Targett Eamon Sullivan James Roberts Cameron McEvoy Tommaso D'Orsogna        | 4x100 m livre   | 3min12s29     | 1º Q          | 3min11s63   | 4º                |             |                  |
| David McKeon Ned McKendry Ryan Napoleon Kenrick Monk Cameron McEvoy Thomas Fraser-Holmes          | 4x200 m livre   | 7min10s50     | 4º Q          | 7min07s00   | 5º                |             |                  |
| Hayden Stoeckel Brenton Rickard Matt Targett Tommaso D'Orsogna Christian Sprenger James Magnussen | 4x100 m medley  | 3min33s73     | 4º Q          | 3min31s58   | Medalha de bronze |             |                  |
| Ky Hurst                                                                                          | Maratona        |               |               |             |                   | 1h51min41s3 | 20º              |

#### Feminino
| Atletas | Evento          | Eliminatórias | Eliminatórias | Semifinal   | Semifinal        | Final       | Final             |
| Atletas | Evento          | Tempo         | Posição       | Tempo       | Posição          | Tempo       | Posição           |
| --- | --------------- | ------------- | ------------- | ----------- | ---------------- | ----------- | ----------------- |
| Bronte Campbell | 50 m livre      | 24s87         | 9º Q          | 24s94       | 10º              | Não avançou | Não avançou       |
| Cate Campbell | 50 m livre      | 24s94         | 10º Q         | 25s01       | 13º              | Não avançou | Não avançou       |
| Cate Campbell | 100 m livre     | DNS           | DNS           | Não avançou | Não avançou      | Não avançou | Não avançou       |
| Melanie Schlanger | 100 m livre     | 53s50         | 2º Q          | 53s38       | 2º Q             | 53s47       | 4º                |
| Bronte Barratt | 200 m livre     | 1min58s12     | 10º Q         | 1min56s08   | 1º Q             | 1min55s81   | Medalha de bronze |
| Kylie Palmer | 200 m livre     | 1min58s16     | 11º Q         | 1min57s44   | 7º Q             | 1min57s68   | 8º                |
| Bronte Barratt | 400 m livre     | 4min07s99     | 12º           |             |                  | Não avançou | Não avançou       |
| Kylie Palmer | 400 m livre     | 4min07s27     | 11º           | Não avançou | Não avançou      |             |                   |
| Kylie Palmer | 800 m livre     | 8min35s75     | 18º           | Não avançou | Não avançou      |             |                   |
| Jessica Ashwood | 800 m livre     | 8min37s21     | 20º           | Não avançou | Não avançou      |             |                   |
| Emily Seebohm | 100 m costas    | 58s23         | 1º Q          | 58s39       | 1º Q             | 58s68       | Medalha de prata  |
| Belinda Hocking | 100 m costas    | 59s61         | 3º Q          | 59s79       | 7º Q             | 59s29       | 7º                |
| Meagen Nay | 200 m costas    | 2min08s40     | 4º Q          | 2min07s42   | 3º Q             | 2min07s43   | 5º                |
| Belinda Hocking | 200 m costas    | 2min08s75     | 5º Q          | 2min09s35   | 10º              | Não avançou | Não avançou       |
| Leisel Jones | 100 m peito     | 1min06s98     | 5º Q          | 1min06s81   | 5º Q             | 1min06s95   | 5º                |
| Leiston Pickett | 100 m peito     | 1min07s41     | 11º Q         | 1min07s74   | 13º              | Não avançou | Não avançou       |
| Sally Foster | 200 m peito     | 2min26s04     | 10º Q         | 2min24s46   | 8º Q             | 2min26s00   | 8º                |
| Tessa Wallace | 200 m peito     | 2min26s94     | 16º Q         | 2min27s38   | 15º              | Não avançou | Não avançou       |
| Alicia Coutts | 100 m borboleta | 57s36         | 3º Q          | 56s85       | 2º Q             | 56s94       | Medalha de bronze |
| Jessicah Schipper | 100 m borboleta | 59s17         | 24º           | Não avançou | Não avançou      | Não avançou | Não avançou       |
| Jessicah Schipper | 200 m borboleta | 2min08s74     | 12º Q         | 2min08s21   | 13º              | Não avançou | Não avançou       |
| Samantha Hamill | 200 m borboleta | 2min11s07     | 20º           | Não avançou | Não avançou      | Não avançou | Não avançou       |
| Stephanie Rice | 200 m medley    | 2min12s23     | 9º Q          | 2min10s80   | 6º Q             | 2min09s55   | 4º                |
| Alicia Coutts | 200 m medley    | 2min10s74     | 5º Q          | 2min09s83   | 2º               | 2min08s15   | Medalha de prata  |
| Stephanie Rice | 400 m medley    | 4min35s76     | 7º Q          |             |                  | 4min35s49   | 6º                |
| Blair Evans | 400 m medley    | 4min40s42     | 13º           | Não avançou | Não avançou      |             |                   |
| Emily Seebohm Brittany Elmslie Yolane Kukla Libby Trickett Alicia Coutts Cate Campbell Melanie Schlanger               | 4x100 m livre   | 3min36s34     | 1º Q          | 3min33s15   | Medalha de ouro  |             |                   |
| Bronte Barratt Alicia Coutts Kylie Palmer Melanie Schlanger Angie Bainbridge Brittany Elmslie Blair Evans Jade Neilsen | 4x200 m livre   | 7min49s44     | 1º Q          | 7min44s41   | Medalha de prata |             |                   |
| Alicia Coutts Melanie Schlanger Leisel Jones Emily Seebohm Brittany Elmslie                                            | 4x100 m medley  | 3min55s42     | 1º Q          | 3min54s02   | Medalha de prata |             |                   |
| Melissa Gorman | Maratona        |               |               |             |                  | 1h58min53s1 | 11º               |

### Remo
Masculino
| Equipe | Evento           | Eliminatórias | Eliminatórias | Repescagem | Repescagem | Quartas | Quartas | Semifinal | Semifinal        | Final   | Final                |
| Equipe | Evento           | Tempo         | Posição       | Tempo      | Posição    | Tempo   | Posição | Tempo     | Posição          | Tempo   | Posição (Pos. final) |
| --- | ---------------- | ------------- | ------------- | ---------- | ---------- | ------- | ------- | --------- | ---------------- | ------- | -------------------- |
| James Marburg Brodie Buckland | Dois sem         | 6m24s83       | 2º S          | BYE        | BYE        |         |         | 7m02s12   | 3º FA            | 6m29s28 | 5º (5º)              |
| David Crawshay Scott Brennan | Skiff duplo      | 6m21s25       | 4º R          | 6m25s36    | 1º S       | 6m23s47 | 5º FB   | 6m22s19   | 2º (8º)          |         |                      |
| Roderick Chisholm Thomas Gibson | Skiff duplo leve | 6m47s33       | 3º R          | 6m34s29    | 3º S C/D   | 7m06s24 | 1º FC   | 6m44s40   | 1º (13º)         |         |                      |
| James Chapman Joshua Dunkley-Smith Drew Ginn William Lockwood                                                                               | Quatro sem       | 5m47s06       | 1º S          | BYE        | BYE        | 5m59s23 | 2º FA   | 6m05s19   | Medalha de prata |         |                      |
| Samuel Loch Francis Hegerty Cameron McKenzie-McHarg Bryn Coudraye Thomas Swann Joshua Booth Matt Ryan Nicholas Purnell Tobias Lister (tim.) | Oito com         | 5m32s43       | 2º R          | 5min28s67  | 3º F       |         |         |           |                  | 5m51s87 | 6º                   |

Feminino
| Equipe | Evento   | Eliminatórias | Eliminatórias | Repescagem | Repescagem | Quartas | Quartas | Semifinal | Semifinal | Final   | Final                |
| Equipe | Evento   | Tempo         | Posição       | Tempo      | Posição    | Tempo   | Posição | Tempo     | Posição   | Tempo   | Posição (Pos. final) |
| --- | -------- | ------------- | ------------- | ---------- | ---------- | ------- | ------- | --------- | --------- | ------- | -------------------- |
| Hannah Vermeersch Renee Chatterton Robyn Selby Smith Sarah Cook Tess Gerrand Alexandra Hagan Sally Kehoe Phoebe Stanley Elizabeth Patrick (tim.) | Oito com | 6m20s89       | 2º R          | 6min18s63  | 3º F       |         |         |           |           | 6m18s86 | 6º                   |

### Tênis
Masculino
| Atleta         | Evento  | Fase de 64                        | Fase de 32              | Fase de 16                      | Quartas                | Semifinais             | Final                  | Final       |
| Atleta         | Evento  | Adversário e resultado            | Adversário e resultado  | Adversário e resultado          | Adversário e resultado | Adversário e resultado | Adversário e resultado | Posição     |
| -------------- | ------- | --------------------------------- | ----------------------- | ------------------------------- | ---------------------- | ---------------------- | ---------------------- | ----------- |
| Lleyton Hewitt | Simples | UKR S. Stakhovsky V 6-3, 4-6, 6-3 | CRO M. Čilić V 6-4, 7-5 | SRB N. Djokovic D 6-4, 5-7, 1-6 | Não avançou            | Não avançou            | Não avançou            | Não avançou |

### Tênis de mesa
Masculino
| Atleta                                   | Prova      | Fases preliminares     | Ronda 1                | Ronda 2                | Ronda 3/4              | Quartos-finais         | Semifinais             | Final                  |
| Atleta                                   | Prova      | Adversário e resultado | Adversário e resultado | Adversário e resultado | Adversário e resultado | Adversário e resultado | Adversário e resultado | Adversário e resultado |
| ---------------------------------------- | ---------- | ---------------------- | ---------------------- | ---------------------- | ---------------------- | ---------------------- | ---------------------- | ---------------------- |
| William Henzell                          | Individual |                        |                        |                        |                        |                        |                        |                        |
| Justin Han                               | Individual |                        |                        |                        |                        |                        |                        |                        |
| William Henzell Justin Han Roberto Frank | Equipes    |                        |                        |                        |                        |                        |                        |                        |

Feminino
| Atleta                              | Prova      | Fases preliminares     | Ronda 1                | Ronda 2                | Ronda 3/4              | Quartos-finais         | Semifinais             | Final                  |
| Atleta                              | Prova      | Adversário e resultado | Adversário e resultado | Adversário e resultado | Adversário e resultado | Adversário e resultado | Adversário e resultado | Adversário e resultado |
| ----------------------------------- | ---------- | ---------------------- | ---------------------- | ---------------------- | ---------------------- | ---------------------- | ---------------------- | ---------------------- |
| Lay Jian Fang                       | Individual |                        |                        |                        |                        |                        |                        |                        |
| Miao Miao                           | Individual |                        |                        |                        |                        |                        |                        |                        |
| Lay Jian Fang Miao Miao Tan Zhenhua | Equipes    |                        |                        |                        |                        |                        |                        |                        |

### Tiro
Masculino
| Atleta           | Evento                | Qualificação | Qualificação | Final       | Final       | Posição |
| Atleta           | Evento                | Placar       | Posição      | Placar      | Total       | Posição |
| ---------------- | --------------------- | ------------ | ------------ | ----------- | ----------- | ------- |
| Daniel Repacholi | Pistola de ar de 10 m | 575          | 28º          | Não avançou | Não avançou | 28º     |
| Daniel Repacholi | Pistola livre 50 m    | 557          | 19º          | Não avançou | Não avançou | 19º     |
| David Chapman    | Tiro rápido 25 m      | 559          | 18º          | Não avançou | Não avançou | 18º     |
| William Godward  | Carabina de ar 10 m   | 588          | 40º          | Não avançou | Não avançou | 40º     |
| Dane Sampson     | Carabina de ar 10 m   | 587          | 42º          | Não avançou | Não avançou | 42º     |
| Warren Potent    | Carabina deitado 50 m | 591          | 32º          | Não avançou | Não avançou | 32º     |
| Dane Sampson     | Carabina deitado 50 m | 583          | 48º          | Não avançou | Não avançou | 48º     |
| Clive Barton     | Skeet                 | 109          | 33º          | Não avançou | Não avançou | 33º     |
| Keith Ferguson   | Skeet                 | 116          | 20º          | Não avançou | Não avançou | 20º     |
| Michael Diamond  | Fossa olímpica        | 125          | 1º           | 20          | 145 (+3)    | 4º      |
| Adam Vella       | Fossa olímpica        | 119          | 15º          | Não avançou | Não avançou | 15º     |
| Russell Mark     | Fossa olímpica dublê  | 128          | 20º          | Não avançou | Não avançou | 20º     |

Feminino
| Atleta             | Evento                | Qualificação | Qualificação | Final       | Final       | Posição |
| Atleta             | Evento                | Placar       | Posição      | Placar      | Total       | Posição |
| ------------------ | --------------------- | ------------ | ------------ | ----------- | ----------- | ------- |
| Dina Aspandiyarova | Pistola de ar de 10 m | 382          | 14º          | Não avançou | Não avançou | 14º     |
| Lalita Yauhleskaya | Pistola de ar de 10 m | 371          | 40º          | Não avançou | Não avançou | 40º     |

### Tiro com arco(2 atletas)
| Atleta        | Prova                | Rodada de classificação | Rodada de classificação | Ronda dos 64                                  | Ronda dos 32                        | Ronda dos 16                              | Quartos-finais         | Semifinais             | Final                  | Final       |
| Atleta        | Prova                | Placar                  | Pos.                    | Adversário e resultado                        | Adversário e resultado              | Adversário e resultado                    | Adversário e resultado | Adversário e resultado | Adversário e resultado | Pos.        |
| ------------- | -------------------- | ----------------------- | ----------------------- | --------------------------------------------- | ----------------------------------- | ----------------------------------------- | ---------------------- | ---------------------- | ---------------------- | ----------- |
| Taylor Worth  | Individual masculino | 668                     | 23º                     | GBR A. Willis V 2-0, 0-2, 2-0, 1-1, 0-2, 1-0  | USA B. Ellsion V 1-1, 2-0, 2-0, 2-0 | CHN X. Dai D 2-0, 0-2, 1-1, 2-0, 0-2, 0-1 | Não avançou            | Não avançou            | Não avançou            | Não avançou |
| Elisa Barnard | Individual feminino  | 601                     | 58º                     | DEN C. Christiansen D 2-0, 0-2, 1-1, 0-2, 0-2 | Não avançou                         | Não avançou                               | Não avançou            | Não avançou            | Não avançou            | Não avançou |

### Triatlo
| Atleta            | Evento    | Natação (1,5 km) | Ciclismo (40 km) | Corrida (10 km) | Tempo total | Posição           |
| ----------------- | --------- | ---------------- | ---------------- | --------------- | ----------- | ----------------- |
| Brendan Sexton    | Masculino | 18m53            | 58m51            | 31m41           | 1h50m36     | 35º               |
| Brad Kahlefeldt   | Masculino | 18m06            | 59m40            | 31m29           | 1h50m23     | 32º               |
| Courtney Atkinson | Masculino | 17m26            | 58m48            | 31m58           | 1h49m19     | 18º               |
| Emma Jackson      | Feminino  | 20m07            | 1h06m02          | 35m07           | 2h01m16     | 8º                |
| Erin Densham      | Feminino  | 20m05            | 1h06m03          | 33m42           | 1h59m50     | Medalha de bronze |
| Emma Moffatt      | Feminino  | 19m23            | DNF              | DNF             | DNF         | DNF               |